# 納薩魯丁·沙
納薩魯丁·沙（英語：Naseeruddin Shah，1949年8月16日—）是印度寶萊塢男演員和导演。納薩魯丁是現今印度其中一位最受尊敬的男演員之一，並曾三度贏得印度國家電影獎及三次榮獲印度电影观众奖的奬項。
2003年，納薩魯丁·沙獲得印度政府頒發的莲花装勋章（Padma Bhushan），以表揚他在演藝界的成就。

## 外部連結
- 納薩魯丁·沙在互联网电影资料库（IMDb）上的資料（英文）